# Richard du Pont
Richard Chichester du Pont, född 2 januari 1911 i Wilmington Delaware, död 11 september 1943 på March Air Field nära Riverside i Kalifornien, var en amerikansk affärsman och pionjär inom amerikanskt segelflyg. Han var son till Alexis Felix du Pont Sr. och bror till Alexis Felix du Pont Jr. samt far till Helen Allaire du Pont
Redan som ung väcktes hans intresse för flygning. Efter att han tagit en del flyglektioner övergick hans entusiasm till segelflyg. Han lärde sig segelflyga i en Prüfling längs sanddynerna vid Cape Cod i Massachusetts. Medan han studerade vid University of Virginia grundade han en segelflygklubb. Han fortsatte sina flygstudier vid Curtiss-Wright Technical Institute 1932. Samma år genomförde han tillsammans med sin syster Alice en flygning längs med Amazonfloden.
Tillsammans med flygteknikern Hawley Bowlus startade han 1933 fabriken Bowlus-du Pont Sailplane Company i San Fernando, Kalifornien. Företaget var bara verksamt fram till 1936, men kunde ändå producera segelflygplan som var konkurrenskraftiga mot de andra amerikanska tillverkarna. Med ett av de egna flygplanen gjorde han en rekordflygning 21 september 1933 genom en 121,6 miles lång distansflygning från Afton Mountain till Frederick i Maryland.  
Under andra världskriget bildade det amerikanska försvarsdepartementet ett segelflygprogram för att grundutbilda piloter. När verksamhetens chef Lewin B. Barringer avled ombads du Pont att ta hans plats under general Henry H. Arnolds ledning vid Army Air Force Headquarters. Vid en demonstrationsflygning 11 september 1943 på March Air Field i Kalifornien omkom du Pont tillsammans med en passagerare när prototypflygplanet XCG-16A havererade. Efter hans död utsågs brodern major Felix du Pont att leda arméns segelflygverksamhet. Richard du Pont valdes in i det amerikanska Soaring U.S. Soaring Hall of Fame 1954.